# Butildiglikol
Butildiglikol (kemijska formula: C4H9OCH2CH2OCH2CH2OH) je topilo, ki ima rahel vonj po amoniaku in je mlečno bele barve. Uporablja se ga za izdelavo barv in lakov.
Izdelek je stabilen pri normalnih pogojih uporabe in skladiščenja. Pri termični razgradnji in v primeru požara se lahko sproščajo ogljikovi oksidi in hlapi, ki so lahko nevarni za zdravje. Hlapi lahko tvorijo z zrakom eksplozivno mešanico.
Butildiglikol lahko reagira z oksidatorji. Segret do razgrajevanja sprošča jedek dim in dražeče hlape. Je higroskopičen.